# Досу Лунчи (Алба)
Досу Лунчи (рум. Dosu Luncii) насеље је у Румунији у округу Алба у општини Видра. Oпштина се налази на надморској висини од 852 m.

## Становништво
Према подацима из 2002. године у насељу је живело 28 становника, од којих су сви румунске националности.